# Brighton (Colorado)
Brighton es una ciudad ubicada en el condado de Adams en el estado estadounidense de Colorado. En el Censo de 2010 tenía una población de 33.352 habitantes y una densidad poblacional de 635,22 personas por km².

## Geografía
Brighton se encuentra ubicada en las coordenadas 39°58′7″N 104°47′42″O / 39.96861, -104.79500. Según la Oficina del Censo de los Estados Unidos, Brighton tiene una superficie total de 52.5 km², de la cual 51.76 km² corresponden a tierra firme y (1.43%) 0.75 km² es agua.

## Demografía
Según el censo de 2010, había 33.352 personas residiendo en Brighton. La densidad de población era de 635,22 hab./km². De los 33.352 habitantes, Brighton estaba compuesto por el 77.43% blancos, el 1.48% eran afroamericanos, el 1.42% eran amerindios, el 1.31% eran asiáticos, el 0.08% eran isleños del Pacífico, el 14.62% eran de otras razas y el 3.68% pertenecían a dos o más razas. Del total de la población el 40.49% eran hispanos o latinos de cualquier raza.